# Дворец культуры «Россия» (Саратов)
Дворец культуры «Россия» — дом культуры в Саратове, располагающийся на площади Ленина в микрорайоне 3-й Дачной.

## История

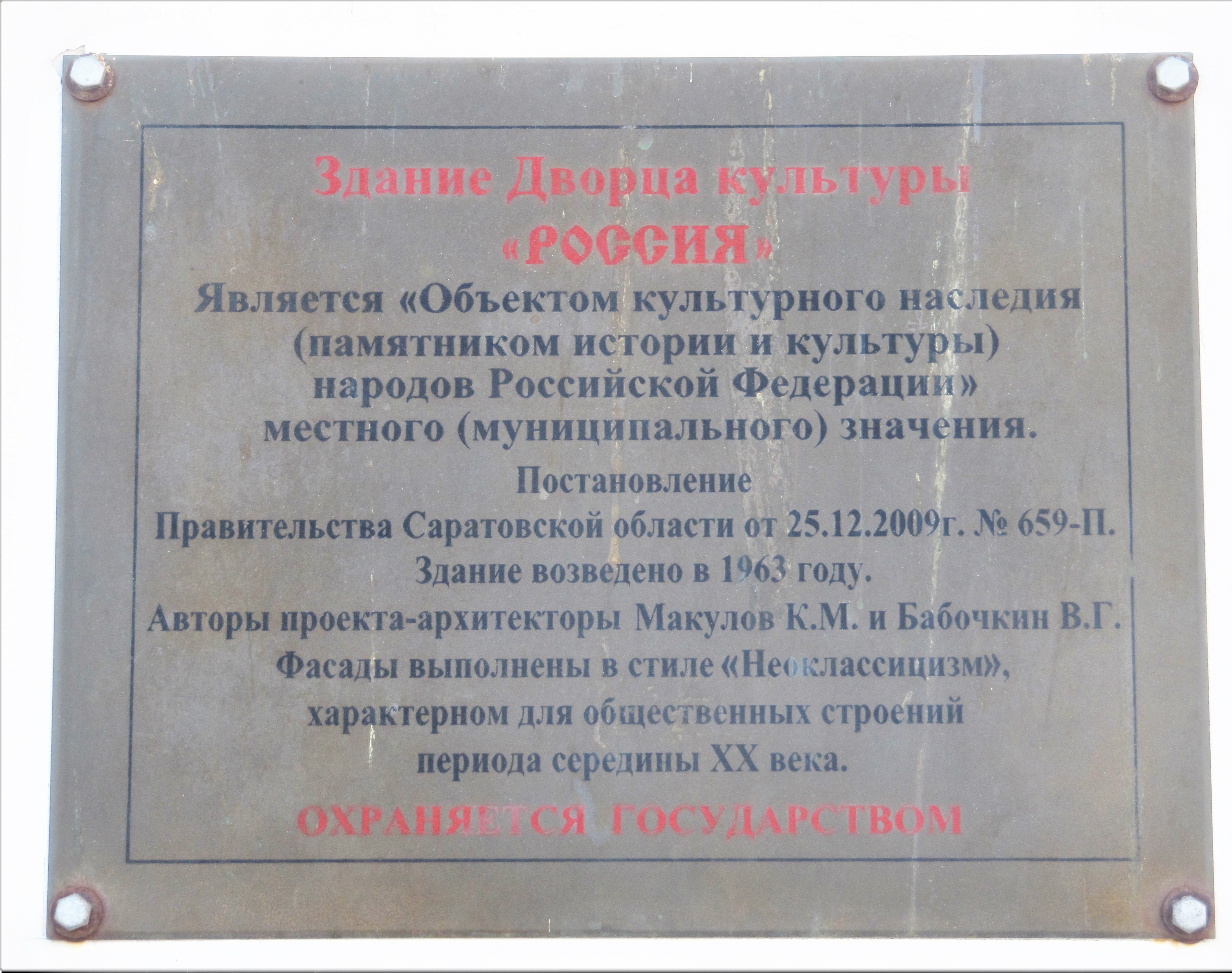
Дворец культуры Россия (табличка)

5 ноября 1963 года, в ещё незавершенном строителями здании Дворца культуры «Россия», был проведен первый концерт художественных коллективов. Основной костяк исполнителей составляли труженики завода СЭПО («Саратовское Электроагрегатное Производственное Объединение»), выпускающего, известные на всю страну и за рубежом, холодильники «Саратов». Силуэт дворца с классическим портиком колонн изменил внешний вид центральной площади самого молодого района Саратова — Ленинского.
С первых шагов своей деятельности дворец стал «домом» творческого бытия для многих и многих поколений саратовцев. Здесь они пережили впечатления от первой новогодней ёлки, здесь участвовали в работе разнообразных коллективов, здесь танцевали на выпускных и свадебных балах, здесь отмечались наградами за трудовые достижения, сюда же привели своих детей и внуков. Работники завода СЭПО («Саратовское Электроагрегатное Производственное Объединение») — до сих пор основная аудитория всех праздников, народных гуляний, вечеров и концертов дворца культуры.

## Современное состояние
Решением Правительства и Областной Думы Саратовской области с 1996 года дворец культуры получил статус областного учреждения, что значительно расширило рамки его работы и сферы культурно-творческой деятельности.
В настоящее время театральный зал «России» на 1100 мест — один из самых посещаемых в городе и области. Активно используются кинозрительный на 350 и малый зал на 100 мест.
Ежегодно дворец культуры организует около полутора тысяч различных мероприятий для населения города и области.
В 46 коллективах занимаются любимым искусством свыше трёх с половиной тысяч человек.

## Коллективы Дворца культуры «Россия»
- Народный театр драмы «Свободный театр» (рук. Иванова Наталья Алексеевна)
- Ансамбль русских народных инструментов «Сувенир» (рук. Музыка Пётр Николаевич)
- Народный театр кукол и масок (рук. Запара Людмила Фёдоровна)
- Народный театр танца и пластики «Сюита» (рук. Титова Светлана)
- Народный коллектив детский ансамбль танца «Задорный каблучок» (рук. Якубова Надежда Юрьевна)
- Модельно-танцевальная Школа Движений Юлии Пановой
- Студия звукозаписи «Metalhearts», на которой в разное время записывались или издавались такие музыкальные коллективы, как «Ruthless Order», «Князь тьмы», «Fetal Decay», «Скипетр», «Духи предков»
- Клуб авторской песни «Дорога»
- Клуб реконструкции военно-исторического костюма и фехтования «Цитадель»
- Народный ансамбль хореографический театр «Арабеск» (рук. Сапронович Людмила Матвеевна)
- Народный ансамбль современного и эстрадного танца «Калейдоскоп» (рук. Джамалова Елена Леонидовна)
- Народный ансамбль современного и эстрадного танца «Непоседы» (рук. Примачук Ирина Владимировна)
- Фольклорно-этнографический ансамбль Собор (рук. Луконина Елена Валентиновна)
- Фолк-шоу группа «Россияне» (рук. Горбач Алла Васильевна)
- Вокально-инструментальный ансамбль «Офицеры запаса» (рук. Ялынычев Андрей)

## Проводимые мероприятия
- Ежегодный рок-фестиваль «21 век без наркотиков»
- Ежегодный танцевальный конкурс «Ритмы нового века» в возрастных категориях взрослые (старше 16 лет) и дети (9-16 лет)

## Фонтан
6 сентября 2020 года перед фасадом ДК «Россия» был запущен фонтан, построенный за лето того же года.

## Награды
- Благодарность Министра культуры Российской Федерации (23 октября 2003 года) — за плодотворный труд и заслуги в развитии самодеятельного народного творчества[2].